# Renee Perez
Renee Perez (Henderson, 8 dicembre 1984) è un'attrice pornografica statunitense.

## Carriera
Ha iniziato la sua carriera nell'industria pornografica all'età di 19 anni. La Perez ha precedentemente lavorato per la Hustler prima di passare alla Penthouse. Per tale rivista è stata nominata Pet of the Month di novembre 2005 col nome d'arte di Renee Diaz.
Ha firmato un contratto per i Ninn Worx Studios e ha lavorato esclusivamente per il regista Michael Ninn sino all'ottobre 2008. La sua prima scena di genere etero è stata girata nel film Juicy Creampies 2 (2005).
Dal 2008 ha lavorato come ballerina per la catena di strip club "Spearmint Rhino". Al termine del contratto con la Spearmint Rhino, durante il 2010 è apparsa come ballerina in alcuni strip club di Las Vegas come il "Deja Vu Showgirls". Durante lo stesso anno ha anche lavorato come attrice pornografica partecipando da protagonista al film I Love Renee Perez.

## Riconoscimenti
- 2010 AVN Award nomination – Best Solo Sex Scene – Solamente 2[9]
- 2010 XBIZ Awards nomination – Web Babe/Starlet of the Year[10]

## Filmografia
- Juicy Creampies 2 (2005)
- Barely Legal Princess Diaries 2 (2006)
- Filthy (2006)
- Licking Pussy 12 Ways 2 (2006)
- Red Hot Fire Fighter Babes (2006)
- Squirt Queens 10 (2006)
- Studio 69 (2006)
- Wild Fuck Toys 3 (2006)
- Young Wet Bitches 3 (2006)
- A Capella (2007)
- All American Girls (2007)
- Barely Legal 73 (2007)
- Buffy Malibu's Nasty Girls 35 (2007)
- Carmen and Ava (2007)
- Fem Staccato (2007)
- Grace of Wraps (2007)
- House of Jordan 1 (2007)
- House of Perez (2007)
- I Film Myself 2 (2007)
- Innocence Brat (2007)
- Jana Cova in Blue (2007)
- Naked, Gagged, Hogtied, Helpless (2007)
- Pair in Peril (2007)
- Ruthless Restraint for Costume Captives (2007)
- Spicy Naked Bondage Encounters (2007)
- Thrilling Tales of Chloro Bondage (2007)
- Unnatural Daughter 2 (2007)
- Barely Legal Double Down (2008)
- Dark Flame (2008)
- Jana Cova: Erotique (2008)
- Matt's Models 5 (2008)
- My First Girlfriend (2008)
- Pantyhose Pleasures 2 (2008)
- ReXXX (2008)
- Soloerotica 10 (2008)
- Totally Nude Teachers Contest (2008)
- By Appointment Only 9 (2009)
- Hot For Pussy 1 (2009)
- Lesbian Bridal Stories 4 (2009)
- Ninn Wars 2 (2009)
- Ninn Wars 3 (2009)
- Nymphetamine 2 (2009)
- Nymphetamine 3 (2009)
- Nymphetamine Solamente 2 (2009)
- Rachel Steele Classics 21 (2009)
- Screw Club (2009)
- Valley of the Dolls (2009)
- Young And Beautiful (2009)
- We Live Together.com 16 (2010)
- ATK Pregnant Amateurs 3 (2011)
- Fire Fighter Babes (2011)
- Lesbian Love (II) (2011)
- Vip Crew 2 (2011)
- Vip Crew 4 (2011)
- Dirty Lickin' Dozen (2012)
- Four (2012)
- Pussypalooza (2012)